# 비잔틴 미술
비잔틴 미술(Byzantine art)은 4세기 경부터 1453년의 콘스탄티노폴리스의 함락에 이르는 동로마 제국의 예술품을 가리키는 데 쓰이는 용어이다. 

## 전개
비잔틴의 미술은 고대 로마가 둘로 분열된 후 점차 쇠퇴되고 있던 서(西)로마 중심의 라틴 미술에 대해서 콘스탄티노플을 중심으로 급속한 발달을 보았다. 콘스탄티누스 대제(大帝)는 기독교 용인령을 공포하여(그 후 얼마 안 있어 밀라노 칙령에 의해 기독교는 공인되었다) 비잔틴의 미술은 그 출발점에 있어서 이미 궁정(宮廷)의 지지를 배후에 업은 기독교 미술로서 장대함과 호화로움을 특색으로 하고 있다. 지리적으로 비잔틴제국은 기독교의 원천이 된 유대교의 신앙 지역이나 알렉산드리아·안티오키아 등의 그리스 문명의 유산을 보존하는 헬레니즘 문명의 중심지, 또는 동(東)로마제국을 자주 위협하는 강적 사산 왕조의 페르시아 등과 밀접한 관계를 갖는 위치에 있었다. 이렇게 인접해 있는 이질문명이 비잔틴제국의 전사(前史)를 이룬 로마적 지중해 문명과 융합되어 동방적 요소와 라틴적 요소를 가미하면서 헬레니즘의 전통 위에 새로운 국면(局面)을 더한 형태로 전개되는 것이 비잔틴의 예술이다. 6세기의 유스티니아누스 황제 시대에 최초의 전성기를 맞아 갖가지 중요한 문화유산을 남겼으나, 8∼9세기에 걸쳐서 성상숭배(聖像崇拜)에 관한 논쟁과 사라센인의 침입이 겹쳐 문화적으로는 혼미한 상태에 있었다. 그 후 10세기에서 12세기에 걸쳐서 한때 재흥기(再興期)가 있었다. 그 문화권에는 동지중해, 발칸반도, 러시아가 포함되었다. 제국 자체는 13세기에 계속되는 터키인의 침입과 십자군에 의한 콘스탄티노플 점령에 의해 약체화되고 붕괴되었으나, 그 미술의 영향은 중세를 통해 서유럽에 대해서도 강력한 것이었을 뿐만 아니라 오늘에 이르도록 동유럽(특히 정교권) 문화의 기본적인 것을 형성하고 있다.

## 산 비탈레 성당
콘스탄티누스 황제 자신은 콘스탄티노플에 많은 사원을 건립하며 웅대한 도시계획을 세우고 또 베들레헴의 성탄사원(聖誕寺院) 건립 등의 활동에 참가하였으나, 비잔틴 건축을 가장 잘 대표하는 것은 유스티니아누스 황제 시대에 건립된 라벤나의 산 비탈레 성당과 그즈음 재건(콘스탄티누스 황제 창건, 3세기 소실)된 콘스탄티노플의 아야 소피아이다. 전자는 성(聖) 세르기우스 사원, 갈라플라시디아의 묘당(廟堂)과 더불어 팔각당 형식을 취하는 집중식이다. 다수인이 모여 제례의식을 행하는 데 적합하도록 원(圓)에 외접(外接)하는 8각(角) 또는 방형(方形)의 플랜 위에도 돔(円蓋)을 씌운 형식으로 된 것이다. 이 형식은 그때까지의 지중해 양식에서는 전혀 볼 수 없던 형식인데, 방형 플랜에 몇 개의 아치를 써서 돔을 얹는 식의 공법은 3세기 이래 사산 왕조의 페르시아 궁정에서 채용되고 있다.

## 아야 소피아
아야 소피아는 소(小)아시아 출신인 두 사람의 그리스 건축가의 손으로 완성을 본 것이다. 대(大) 돔으로 덮여져 있는 정방형의 본당(本堂)을 중심으로 대(大) 돔을 받치고 소(小) 돔을 세 방향으로 배설(配設)하여 그 중압(重壓)을 감소시키고 있다. 이 크고 작은 돔들이 유기적으로 이어지면서 바실리카 형식을 구성하고 있다. 이 공법은 가공할 때 돔의 중량을 역학적으로 분산·배분하는 훌륭한 역학계산(力學計算)을 근거로 성립되어 과학과 미(美)의 결합을 훌륭하게 처리하고 있다. 이 형식의 특색은 오늘날의 건축에서 말하는 셸 구조와도 공통되며, 내관과 외관이 전적으로 일치하고, 모든 공간을 유효하게 이용할 수 있는 점에 있다. 단지 선(線)의 강조에 치우치기 쉬운 서방(西方)의 바실리카식에 대해서 돔－바실리카식을 완성케 한 비잔틴 건축은 항상 기둥의 직선과 돔, 아치의 곡선이 아름다운 조화를 이룬다.

## 비잔틴 회화
비잔틴 시대의 회화는 모자이크가 대표한다고 해도 과언이 아니다. 모자이크는 작은 각추대형(角錐臺型)으로 자른 색대리석을 석회벽 위에 줄 맞춰 끼워 넣어 회화나 도안을 그려내는 일종의 공예기술이다. 이미 폼페이 등에서도 우수한 예를 볼 수 있으나 고전기(古典期) 작품의 예(例)가 주로 방치장의 장식인 데 대하여, 비잔틴의 그것은 궁정과 관계가 있는 사원에 장엄함을 주는 데 목적이 있었다. 따라서 비잔틴의 것은 색대리석뿐만 아니라 뒷면을 도금한 유리, 색유리, 도자기 등의 소재도, 전체적으로 다채롭고 광택이 나며 색의 대비효과·표현효과 등 매우 화려하고 숭고함을 갖춘 것이었다. 비잔틴식(式)의 장려(壯麗)한 모자이크 기법의 성립은 6세기 초라고 일반적으로 생각되고 있다. 당시의 주요한 대사원은 대부분이 모자이크로 장식되고, 콘스탄티노플의 성 소피아 사원은 오래되고 총합적 완성미를 보여주는 좋은 예였으나, 15세기 터키인에게 점렴당하여 회교사원(回敎寺院)으로 개축될 때 두꺼운 석회질 벽으로 고쳐지는 바람에, 오늘에 와서는 일부밖에 모습을 찾을 수가 없다. 오늘날 비잔틴 모자이크의 모습을 간직한 가장 좋은 예는 이탈리아의 라벤나에 있는 아리우스파 세례당(洗禮堂)의 <그리스도의 세례>, <열두사도>, 성 비탈레 사원의 <유스티니아누스와 그 종신(從臣)들>, <테오도라 왕비와 그 종신들>, <아브라함의 이야기>, 성(聖) 아폴리나레 인 누오브 사원의 <그리스도 일대기(一代記)>, 성 아폴리나레인 클라세 사원의 <그리스도의 변용(變容)> 등은 모두 6∼7세기의 작품이다. 이 작품들은 소재의 제약을 받았음에도 불구하고 색의 선과 색면(色面)과의 대비, 금색의 바탕, 조형(造形) 등이 훌륭한 장식미를 낳고 있다. 여기에서 도상(圖像)면에서 주목을 요하는 것은 성서의 도양(圖樣)이 표현되고 있다는 점이다. 헤브라이인은 설화성(說話性)이나 서술적 창조성에 뛰어났지만 그들은 그것을 조형적으로 표현하는 천분(天分)을 결여하고 있다. 한편 라틴인의 자연주의적 사실, 소(小)아시아인의 세련된 공예기술 특히 금·은 세공에 보이는 감각, 또는 소아시아를 넘어서 멀리 중앙아시아로부터 전래된 것이라고도 생각되는 선적(線的)·추상적 묘사가 비잔틴이란 지점에서 합류, 일체화되어, 기독교 미술은 이 시대에 비로소 풍부한 설화로서의 성전(聖典)·성자(聖者)의 도상화(圖像化)가 대두되기 시작했다. 모자이크는 제작비가 많이 들므로 지방에서는 프레스코에 의한 벽화가 보급되었다. 표현 방식은 모자이크와 마찬가지이며, 다분히 동방적으로 도식화(圖式化)된 것으로서 그 유례(類例)는 오늘의 유고슬라비아의 마케도니아 지방과 아드리아 해안에 잘 보존된 상태로 그 모습을 남기고 있다.

## 비잔틴 장식사본
이즈음부터 각지의 수도원에서 수많은 사본류(寫本類)가 제작되게 되었다. 각국어로 만들어진 사본류의 장식은 다른 분야와 같이 동방적인 것과 라틴적인 것이 합류되어 성립한 것이었으나 후대의 유럽에 있어서 사본류의 원형이 되었다.

## 같이 보기
- 비잔틴 건축
- 비잔틴 성상파괴운동

## 참조
- 이 문서에는 다음커뮤니케이션(현 카카오)에서 GFDL 또는 CC-SA 라이선스로 배포한 글로벌 세계대백과사전의 내용을 기초로 작성된 글이 포함되어 있습니다.